# Мандзю
Мандзю (яп. 饅頭 мандзю:) — вид вагаси, обычно — пирожок из пшеничной, гречишной или рисовой муки с начинкой из анко с сахаром. Запекается в форме. Имеется несколько вариаций с разными видами теста и начинки.

## История

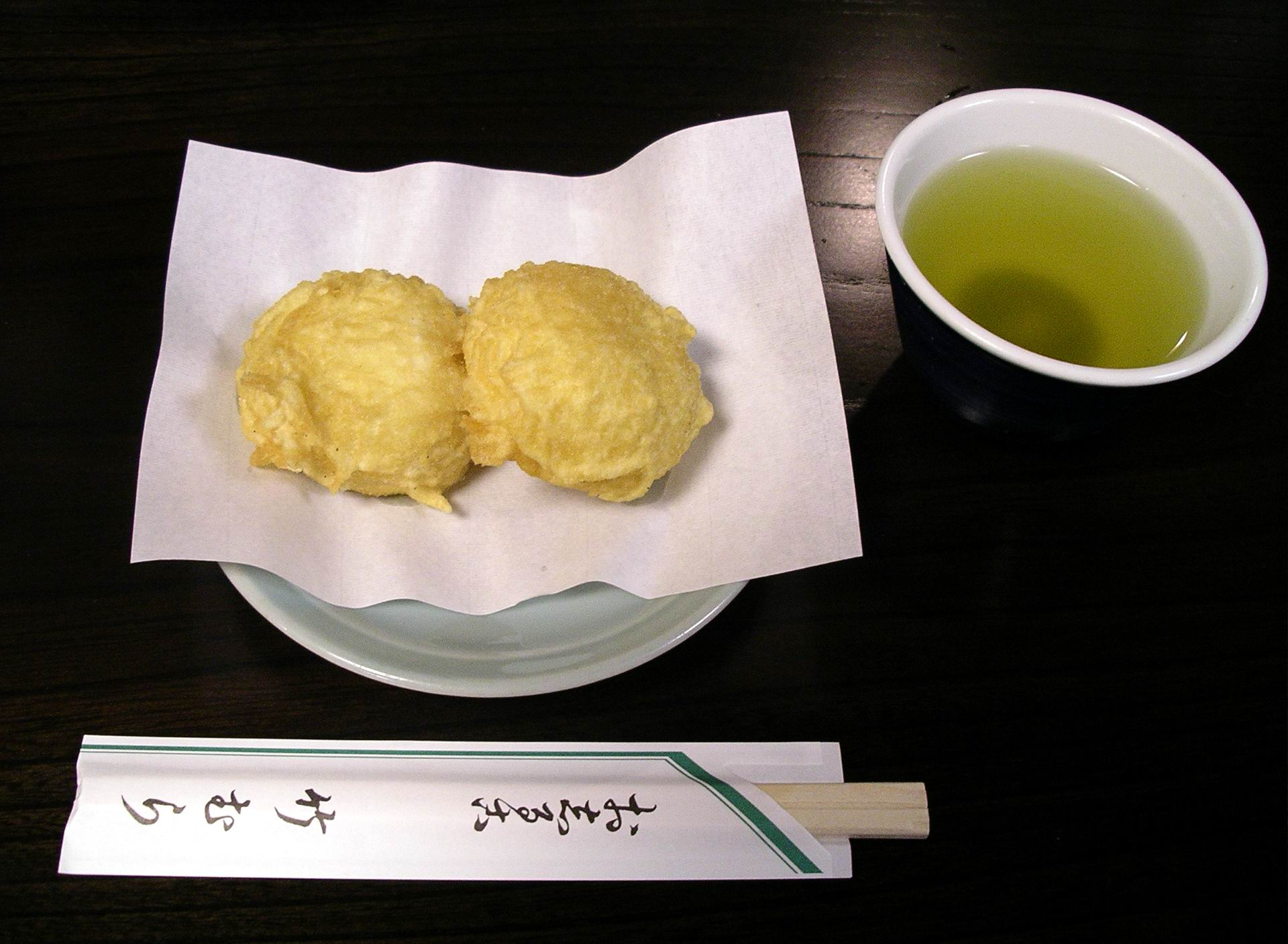
Мандзю, приготовленные во фритюре

Мандзю возникло из разновидности моти, рисовой лепёшки, появившейся ещё в древнем Китае и называемой на китайском маньтоу. Японцы читают те же иероглифы «мандзю». В 1341 году японский посол вернулся из Китая и привёз с собой рецепт мандзю. Затем он начал продавать их под названием «нара-мандзю». С тех пор дешёвые мандзю стали очень популярными среди японцев и их можно найти во многих магазинах сладостей.

## Разновидности
У мандзю имеется масса разновидностей, среди которых есть более и менее распространённые.
- Маття мандзю — один из самых популярных видов. В тесто добавляется порошок зелёного чая, который придаёт сладости зелёный цвет.
- Мидзу мандзю (яп. 水饅頭, водяной мандзю) — эту разновидность обычно едят летом. Начинка — паста бобов адзуки. Полупрозрачное тесто делается из кудзу[1].
- Существуют и другие начинки для мандзю, например, апельсиновая.
- В региональной кухне имеются собственные разновидности мандзю, например, в Хиросиме подают мандзю в виде кленового листа.